# 451
- рік темного металевого зайця за Шістдесятирічним циклом китайського календаря.

Період падіння Західної Римської імперії. У Східній Римській імперії розпочалося правління Пульхерії. У Західній правління Валентиніана III, значна частина території окупована варварами, зокрема в Іберії утворилося Вестготське королівство, а Північну Африку захопили вандали, розпочалося вторгнення гунів. У Південному Китаї правління династії Лю Сун. В Індії правління імперії Гуптів. У Японії триває період Ямато. У Персії править династія Сассанідів.
На території лісостепової України Черняхівська культура. У Північному Причорномор'ї готи й сармати. Історики VI століття згадують плем'я антів, що мешкало на території сучасної України приблизно з IV сторіччя. З'явилися гуни, підкорили остготів та аланів й приєднали їх до себе.

## Події
- Вождь гунів Аттіла на чолі війська, до якого входили бастарни, гепіди, герули, остготи, ругії, скіри, тюринги й інші, вирушив у похід на Західну Римську імперію. Його сили пройшли через територію сучасноЇ Німеччини, переправилися через Рейн і увійшли в Белгіку, а звідти в Галлію. Були розграбовані Страсбург, Мец, Майнц, Вормс, Турне, Кельн, Реймс, Трір, Камбре, Ам'єн, Бове. Гуни взяли в облогу Орлеан. Військовий магістр Західної Римської імперії Флавій Аецій вивів свої війська їм назустріч, з'єднавшись із силами короля вестготів Теодоріха.
- 20 червня відбулась вирішальна битва на Каталаунських полях, у якій гуни зазнали поразки, хоча загинув король вестготів Теодоріх I.
- 26 травня на Аварайрському полі відбулася Аварайрська битва між повсталими вірменами й персами. Вірмени зазнали поразки, але вважають це моральною перемогою, оскільки перси покинули спроби навернути їх до зороастризму й дозволили зберегти християнську віру.
- Перський шах Яздегерд II заборонив шабат і звелів стратити єврейських лідерів.
- Донька імператора Валентиніана III Євдокія одружилася з сином короля вандалів Гунеріхом.
- Відбувся Халкедонський собор, який прийняв догму про Трійцю, засудив монофізитство та несторіанство, затвердив Нікейський символ віри й фактично започаткував церковний розкол на західну й східну церкви.